# N'ammurato sulo 'e te... Napoli!
N'ammurato sulo 'e te... Napoli! è una canzone del cantautore Francesco Renzi.
È pubblicata all'interno del suo quarto lavoro discografico Una vera star nel 2013 (Mea Sound - CD BB 75) come terzo brano dei 7 inediti ed una cover.

## Traccia
- N'ammurato sulo 'e te... Napoli! - 2'51".

## Disco di provenienza
- Una vera star pubblicato nel maggio del 2013.

## Produzione
- Prodotta ed arrangiata da Francesco Renzi e scritta con la collaborazione di Damiano Abbate.

## Registrazione
- Registrazione a cura della Midi Sound Studio Recording

## Master
- Mixaggio e masterizzazione della Francesco Renzi/Midi Sound Studio Recording.

## Partecipazioni

### Cori
- Angela Piccerillo, Damiano Abbate, Alessandra Morelli

### Strumenti
- Batteria: Gianluca Salone
- Pianoforte: Damiano Abbate
- Chitarre: Alfonso D'Alessio
- Basso: Alberto De Mel
- Percussioni: Gino Abbate

## Altre informazioni
- Il singolo è ispirato alla vita di una ragazza innamorata del Napoli e del calciatore argentino Ezequiel Lavezzi.